# Seleção Afegã de Futebol
A Seleção Afegã de Futebol (em persa: تیم ملی فوتبال افغانستان), conhecidos como Os Leões de Khorasan é a equipe nacional do Afeganistão e é controlada pela Federação Afegã de Futebol. A equipe nacional foi fundada em 1922 juntando-se a FIFA em 1948 e a AFC em 1954. O Afeganistão foi um dos membros fundadores da AFC. A seleção nacional do Afeganistão faz seus jogos no Ghazi National Olympic Stadium, em Cabul.
O melhor desempenho do Afeganistão em competições internacionais foi nos Jogos Asiáticos de 1951 quando ficou em 4° lugar. O Afeganistão não fez jogos internacionais entre 1984 e 2003, ano em que a equipe fez seu melhor desempenho no Ranking da FIFA alcançando a 164° posição. O jogo não foi incentivado durante o regime talibã (1996-2001). Atualmente o Afeganistão tem baixa participação no futebol devido a falta de verbas e problemas de segurança dentro do país. Mas, apesar disso, o selecionado foi vice campeão do Copa da SAFF de 2011, onde foram derrotados apenas pelo anfitrião e maior vencedor da competição, a Índia, em uma partida que foi marcada por um pênalti contra o Afeganistão e posterior expulsão do goleiro. Na fase de grupos o Afeganistão empatou com a Índia, e derrotou o Sri Lanka e Butão e saiu vencedor na semifinal contra o Nepal.

## História

### "Era antiga"
O futebol é um dos principais esportes no Afeganistão. Formada em 1922, e filiada a FIFA em 1948, a Federação Afegã de Futebol foi um dos membros fundadores da Confederação Asiática de Futebol em 1954. O primeiro clube de futebol fundado foi o Mahmoudiyeh, fundado em 1934. Três anos depois a equipe viajou para a Índia onde fez 18 jogos dos quais venceu 8, perdeu 9 e empatou 1. O segundo clube fundado foi o Ariana Kabul FC fundado em 1941. Esta equipe á convite, viajou ao Irã e fez 3 jogos, com 2 derrotas e 1 vitória.
O primeiro jogo internacional da seleção foi disputado contra o Irã em 25 de Agosto de 1941 com um resultado de 0-0 no Ghazi Stadium em Kabul. A única vez que o Afeganistão disputou o futebol pelos jogos olímpicos foi nos Jogos Olímpicos de Verão de 1948 quando eles jogaram contra Luxemburgo em 31 de Julho de 1948 perdendo por 6-0. O Afeganistão fez sua última partida nessa era internacional nas Eliminatórias para a Copa da Ásia de 1984. O Afeganistão não jogou nenhum jogo internacional entre 1984 e 2001 devido a Invasão Russa, Guerra Civil no Afeganistão e o Regime Talibã. A condição do país, sob décadas de guerra tornou impossível manter o futebol em nivel nacional ou internacional no país. O melhor desempenho do Afeganistão em copas internacionais foi nos Jogos Asiáticos de 1951 quando terminou em 4° lugar.

### 2000, o retorno do Afeganistão ao cenário internacional

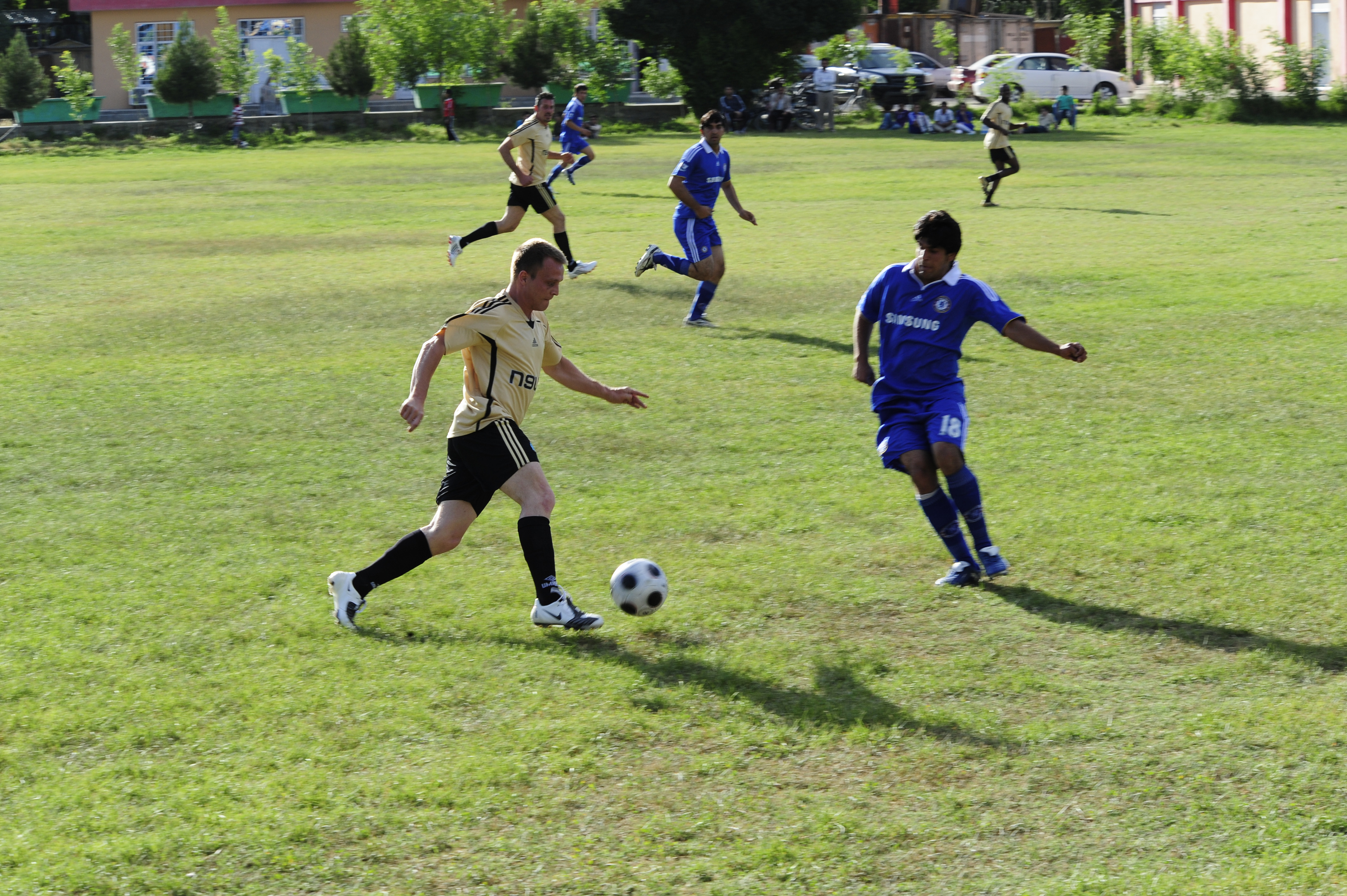
Um jogo de futebol entre a Força de Segurança Internacional e as Forças Armadas Afegãs, em 2009.

Após o fim do regime talibã no Afeganistão, eles participaram da Copa Ouro da SAFF de 2003, onde perdeu as 3 partidas da fase de grupos para a Índia, Paquistão e Sri Lanka. No mesmo ano, o Afeganistão participou das Eliminatórias para a Copa da Ásia de 2004, onde venceu o Quirguistão, mas perdeu para o Nepal, sendo eliminado da competição. A seleção afegã fez sua primeira partida pelas eliminatórias da Copa do Mundo, em 2003, contra o Turcomenistão pelas Eliminatórias da Copa do Mundo FIFA de 2006, perdendo os 2 jogos com um placar agregado de 13-0. Foi a primeira vez que o Afeganistão disputara as Eliminatórias para a Copa do Mundo, mesmo estando a equipe filiada a FIFA desde 1948. O Afeganistão perdeu um amistoso para o Tadjiquistão em novembro de 2005, indo logo depois foi para o Paquistão pela Copa Ouro da Federação de Futebol do Sul da Ásia. A seleção afegã perdeu para Paquistão e Ilhas Maldivas, mas ganhou contra o Sri Lanka. O Afeganistão também participo da primeira edição da AFC Challenge Cup em 2006 empatando 2 jogos contra Taipei e Filipinas. O Afeganistão em sua segunda campanha pelas Eliminatórias da Copa do Mundo FIFA de 2010 sendo eliminada pela Síria. Pela Copa da SAFF de 2008 o Afeganistão perdeu apenas para o Butão e empatou com Sri Lanka e Bangladesh. O Afeganistão entrou na segunda edição da AFC Challenge Cup de 2008 ao vencer o grupo C das eliminatórias, empatando com Bangladesh e vencendo o Quirguistão. Na Challenge Cup 2008 o Afeganistão perdeu todos os jogos contra Índia, Tadjiquistão e Turcomenistão.
Na Copa da SAFF de 2009 o Afeganistão perdeu todos o seus jogos para Maldivas, Índia e Nepal. Até 2010 o Afeganistão teve poucas chances contra seus adversários.

### 2011-presente, Era do Sucesso

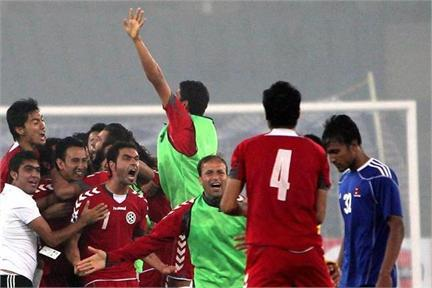
Jogadores celebrando após vencer a semifinal da Copa da SAFF de 2011. Também marcou a primeira vitória do Afeganistão sobre o Nepal.

O Afeganistão chegou com grande expectativa em 2011, quando venceu o Butão em 2 oportunidades, 3-0, com grande desempenho de Sidiq Walizada, que marcou os 3 gols e 2-0 pelas eliminatórias para a AFC Challenge Cup de 2012. Na segunda fase das eliminatórias o Afeganistão caiu no Grupo D, ao lado de Coreia do Norte, Nepal e Sri Lanka. A seleção perdeu os jogos contra Nepal por 1-0 e para a Coreia do Norte por 2-0, ganhando do Sri Lanka por 1-0, sendo eliminada da competição.
O Afeganistão jogou pela terceira vez as eliminatórias para a Copa do Mundo, enfrentando a Palestina na primeira rodada das eliminatórias da Ásia, fazendo seu jogo no Tadjiquistão por razões de segurança, perdendo o jogo por 2-0. O segundo jogo na Palestina, empatou com gol de Balal Arezou. Afeganistão mais uma vez foi eliminado. A nova geração de jogadores afegãos tem experiência internacional, com alguns jogando na Alemanha, Chipre, Noruega, Estados Unidos e outros campeonatos europeus e americanos.

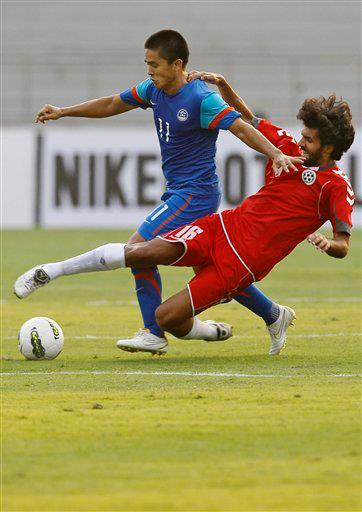
O defensor afegão Djelaludin Sharityar e o atacante indiano Sunil Chhetri, durante a final do SAFF Championship 2011.

No Copa da SAFF de 2011, o Afeganistão empatou seu primeiro jogo contra a Índia, com gol de Balal Arezou. O Afeganistão, agora com a moral alta venceu o Sri Lanka por 3-1 com 2 gols de Sandjar Ahmadi e um de Ata Yamrali. Dois dias depois o Afeganistão fazia sua vitória com maior diferença na história, 8-1 sobre o Butão com 4 gols de Balal Arezou. Pela primeira vez o Afeganistão chegou a semifinal da competição, e enfrentou logo o Nepal, seleção contra a qual nunca havia conseguido uma vitória. Isso mudaria neste dia, com vitória na prorrogação por 1-0 com gol de Balal Arezou. Na final, o Afeganistão enfrentaria novamente a Índia, atual campeã e anfitriã do torneio, perdendo por 4-0 depois de uma controversa expulsão do goleiro Hameedullah Yousufzari.
Com o excelente desempenho na SAFF Championship de 2011, eles foram convidados para jogar a Nehru Cup de 2012.

## Kit Esportivo
Em 2010 a Federação Afegã de Futebol assinou um contrato de 5 anos com a empresa dinamarquesa de materiais esportivos Hummel Internacional para patrocinar o kit masculino e feminino de futebol.

## Estádio

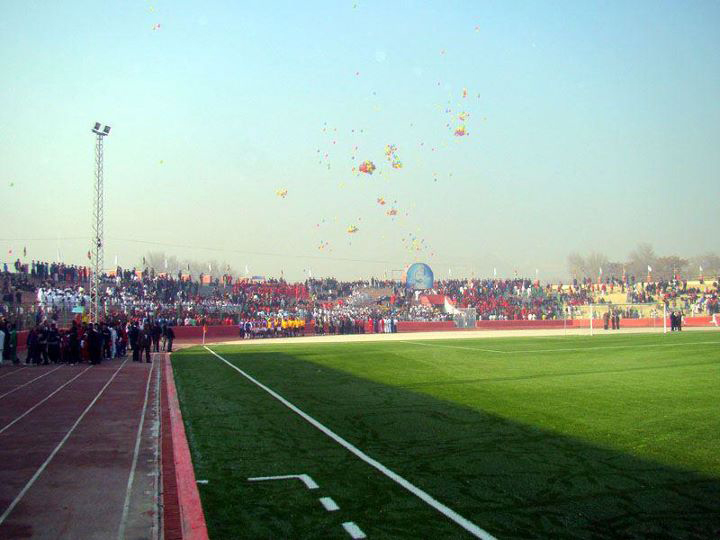
Em 15 de dezembro, o Comitê Olímpico Afegão celebrou a reabertura do renovado Estádio Ghazi, em Cabul.

O Ghazi Stadium é o estádio usado pela seleção. Foi construído durante o reinado de Amānullāh Khān em 1923. O estádio tem capacidade para 25.000 pessoas. O primeiro jogo internacional disputado nele foi entre Irã e Afeganistão em 1941 com um resultado de 0-0. O Ghazi Stadium foi o mais usado para competições esportivos de todos os tipos durante o Regime Talibã e está sendo mantido e controlado pela Federação Afegã de Futebol. A Kabul Premier League e outras competições locais acontecem no estádio.

## Desempenho internacional

### Copa do Mundo
| Resultados das Eliminatórias Asia | Resultados das Eliminatórias Asia | Resultados das Eliminatórias Asia | Resultados das Eliminatórias Asia | Resultados das Eliminatórias Asia | Resultados das Eliminatórias Asia | Resultados das Eliminatórias Asia | Resultados das Eliminatórias Asia |
| Ano                               | Rodada                            | J                                 | V                                 | E                                 | D                                 | GF                                | GS                                |
| --------------------------------- | --------------------------------- | --------------------------------- | --------------------------------- | --------------------------------- | --------------------------------- | --------------------------------- | --------------------------------- |
| 1930 a 2002                       | Não disputou                      | Não disputou                      | Não disputou                      | Não disputou                      | Não disputou                      | Não disputou                      | Não disputou                      |
| 2006 a 2014                       | Não se qualificou                 | Não se qualificou                 | Não se qualificou                 | Não se qualificou                 | Não se qualificou                 | Não se qualificou                 | Não se qualificou                 |
| Total                             |                                   | 6                                 | 0                                 | 1                                 | 5                                 | 2                                 | 21                                |

### Jogos Olímpicos
• A única aparição do Afeganistão no torneio de futebol dos jogos olímpicos foi nos Jogos Olímpicos de Verão de 1948, quando perderam para Luxemburgo em 31 de Julho de 1948 por 6-0.
| Resultados nos Jogos Olímpicos | Resultados nos Jogos Olímpicos | Resultados nos Jogos Olímpicos | Resultados nos Jogos Olímpicos | Resultados nos Jogos Olímpicos | Resultados nos Jogos Olímpicos | Resultados nos Jogos Olímpicos | Resultados nos Jogos Olímpicos | Resultados nos Jogos Olímpicos |
| Ano                            | Rodada                         | J                              | V                              | E                              | D                              | GF                             | GS                             |                                |
| ------------------------------ | ------------------------------ | ------------------------------ | ------------------------------ | ------------------------------ | ------------------------------ | ------------------------------ | ------------------------------ | ------------------------------ |
| 1900 até 1940                  | Não disputou                   | Não disputou                   | Não disputou                   | Não disputou                   | Não disputou                   | Não disputou                   | Não disputou                   |                                |
| 1948                           | 1° rodada                      | 1                              | 0                              | 0                              | 1                              | 0                              | 6                              |                                |
| 1952 a 1956                    | Não disputou                   | Não disputou                   | Não disputou                   | Não disputou                   | Não disputou                   | Não disputou                   | Não disputou                   |                                |
| 1960                           | Não se qualificou              | Não se qualificou              | Não se qualificou              | Não se qualificou              | Não se qualificou              | Não se qualificou              | Não se qualificou              |                                |
| 1964 a 2004                    | Não disputou                   | Não disputou                   | Não disputou                   | Não disputou                   | Não disputou                   | Não disputou                   | Não disputou                   | Não disputou                   |
| 2008                           | Não se qualificou              | Não se qualificou              | Não se qualificou              | Não se qualificou              | Não se qualificou              | Não se qualificou              | Não se qualificou              |                                |
| Total                          | Melhor: 1° rodada              | 1                              | 0                              | 0                              | 1                              | 0                              | 6                              |                                |

### Copa da Ásia AFC
| Copa da Ásia   | Copa da Ásia      | Copa da Ásia      | Copa da Ásia      | Copa da Ásia      | Copa da Ásia      | Copa da Ásia      | Copa da Ásia      |
| Ano            | Rodada            | J                 | V                 | E                 | D                 | GF                | GS                |
| -------------- | ----------------- | ----------------- | ----------------- | ----------------- | ----------------- | ----------------- | ----------------- |
| De 1956 a 1972 | Não disputou      | Não disputou      | Não disputou      | Não disputou      | Não disputou      | Não disputou      | Não disputou      |
| De 1976 a 1984 | Não se qualificou | Não se qualificou | Não se qualificou | Não se qualificou | Não se qualificou | Não se qualificou | Não se qualificou |
| De 1988 a 2000 | Não disputou      | Não disputou      | Não disputou      | Não disputou      | Não disputou      | Não disputou      | Não disputou      |
| 2004           | Não se qualificou | Não se qualificou | Não se qualificou | Não se qualificou | Não se qualificou | Não se qualificou | Não se qualificou |
| 2007           | Não disputou      | Não disputou      | Não disputou      | Não disputou      | Não disputou      | Não disputou      | Não disputou      |
| 2011           | Não se qualificou | Não se qualificou | Não se qualificou | Não se qualificou | Não se qualificou | Não se qualificou | Não se qualificou |
| Total          |                   |                   |                   |                   |                   |                   |                   |

### Jogos Asiáticos
| Ano         | Rodada       |
| ----------- | ------------ |
| 1951        | 4° lugar     |
| 1954        | 1° rodada    |
| 1958 a 1998 | Não disputou |
| 2002        | 1° rodada    |
| 2006        | Não disputou |

### Federação de Futebol do Sul da Ásia
| Copa da SAFF  | Copa da SAFF         | Copa da SAFF | Copa da SAFF | Copa da SAFF | Copa da SAFF | Copa da SAFF | Copa da SAFF |
| Ano           | Rodada               | J            | V            | E            | D            | GF           | GS           |
| ------------- | -------------------- | ------------ | ------------ | ------------ | ------------ | ------------ | ------------ |
| 1993 até 1999 | Não disputou         | Não disputou | Não disputou | Não disputou | Não disputou | Não disputou | Não disputou |
| 2003          | Fase de grupos       | 3            | 0            | 0            | 3            | 0            | 6            |
| 2005          | Fase de grupos       | 3            | 1            | 0            | 2            | 3            | 11           |
| 2008          | Fase de grupos       | 3            | 0            | 2            | 1            | 5            | 7            |
| 2009          | Fase de grupos       | 3            | 0            | 0            | 3            | 1            | 7            |
| 2011          | Vice-campeão         | 5            | 3            | 1            | 1            | 13           | 7            |
| Total         | Melhor: Vice campeão | 16           | 4            | 3            | 9            | 22           | 34           |

### AFC Challenge Cup
| AFC Challenge Cup | AFC Challenge Cup      | AFC Challenge Cup | AFC Challenge Cup | AFC Challenge Cup | AFC Challenge Cup | AFC Challenge Cup | AFC Challenge Cup |
| Ano               | Rodada                 | J                 | V                 | E                 | D                 | GF                | GS                |
| ----------------- | ---------------------- | ----------------- | ----------------- | ----------------- | ----------------- | ----------------- | ----------------- |
| 2006              | Fase de grupos         | 3                 | 0                 | 2                 | 1                 | 3                 | 5                 |
| 2008              | Fase de grupos         | 3                 | 0                 | 0                 | 3                 | 0                 | 10                |
| 2010              | Desistiu               | Desistiu          | Desistiu          | Desistiu          | Desistiu          | Desistiu          | Desistiu          |
| 2012              | Não qualificou-se      | Não qualificou-se | Não qualificou-se | Não qualificou-se | Não qualificou-se | Não qualificou-se | Não qualificou-se |
| Total             | Melhor: fase de grupos | 6                 | 0                 | 2                 | 4                 | 3                 | 15                |

## Treinadores
| Nome                   | Nac                  | Período                            | Jogos | Vitórias | Empates | Derrotas | %     |
| ---------------------- | -------------------- | ---------------------------------- | ----- | -------- | ------- | -------- | ----- |
| Nikolay Efimov         | União Soviética      | 1976                               |       |          |         |          |       |
| Mir Ali Asghar         | Afeganistão          | Outubro de 2002-Janeiro de 2003    |       |          |         |          |       |
| Holger Obermann        | Alemanha             | Janeiro de 2003-Março de 2003      | 3     | 0        | 0       | 3        |       |
| Mir Ali Akbarzada      | Afeganistão          | Março de 2003-Abril de 2003        | 2     | 1        | 0       | 1        |       |
| Ali Askar Lali         | Afeganistão          | 2003–2005                          | 5     | 1        | 0       | 4        | 25%   |
| Klaus Stark            | Alemanha             | 2005–Junho de 2008                 | 17    | 2        | 7       | 8        | 12%   |
| Mohammad Yousef Kargar | Afeganistão          | Julho de 2008 -Novembro de 2009    | -     | -        | -       | -        |       |
| Mohammad Farid         | Afeganistão          | Novembro de 2009-Novembro de 2010  | 3     | 0        | 0       | 3        | 0%    |
| Mohammad Yousef Kargar | Afeganistão          | Novembro de 2010-Janeiro de 2014   | 11    | 5        | 2       | 4        | 45.5% |
| Erick Rutemöller       | Alemanha             | Janeiro de 2014-Maio de 2014       | 5     | 1        | 2       | 2        | 20%   |
| Hossein Saleh          | Irã                  | Janeiro de 2015-Fevereiro de 2015  | 1     | 0        | 0       | 1        | 0%    |
| Slaven Skeledžić       | Bósnia e Herzegovina | Fevereiro de 2015-Outubro de 2015  | 7     | 1        | 1       | 5        | 14%   |
| Petar Šegrt            | Croácia              | Novembro de 2015-Fevereiro de 2017 | 10    | 6        | 1       | 3        | 60%   |
| Anoush Dastgir         | Afeganistão          | Novembro de 2016                   | 1     | 0        | 0       | 1        | 0%    |
| Otto Pfister           | Alemanha             | Fevereiro de 2017-Março de 2018    | 9     | 3        | 3       | 3        | 33,3% |
| Anoush Dastgir         | Afeganistão          | Abril de 2018-Dezembro de 2022     | 18    | 2        | 6       | 10       | 11%   |
| Abdullah Al Mutairi    | Kuwait               | Abril de 2023-Outubro de 2023      | 7     | 2        | 2       | 3        | 28,6% |
| Ashley Westwood        | Inglaterra           | Novembro de 2023-Agosto de 2024    | 6     | 1        | 2       | 3        | 17%   |
| Usmon Toshev           | Uzbequistão          | Outubro de 2024-                   |       |          |         |          |       |

## Últimos jogos
| Dia                    | Local                  | Resultado                 | Competição   |
| ---------------------- | ---------------------- | ------------------------- | ------------ |
| 31 de dezembro de 2015 | Tiruvanantapura, Índia | Afeganistão 5-0 Sri Lanka | Copa da SAFF |
| 3 de janeiro de 2016   | Tiruvanantapura, Índia | Índia 2-1 Afeganistão     | Copa da SAFF |